# Hohe Straße (Köln)

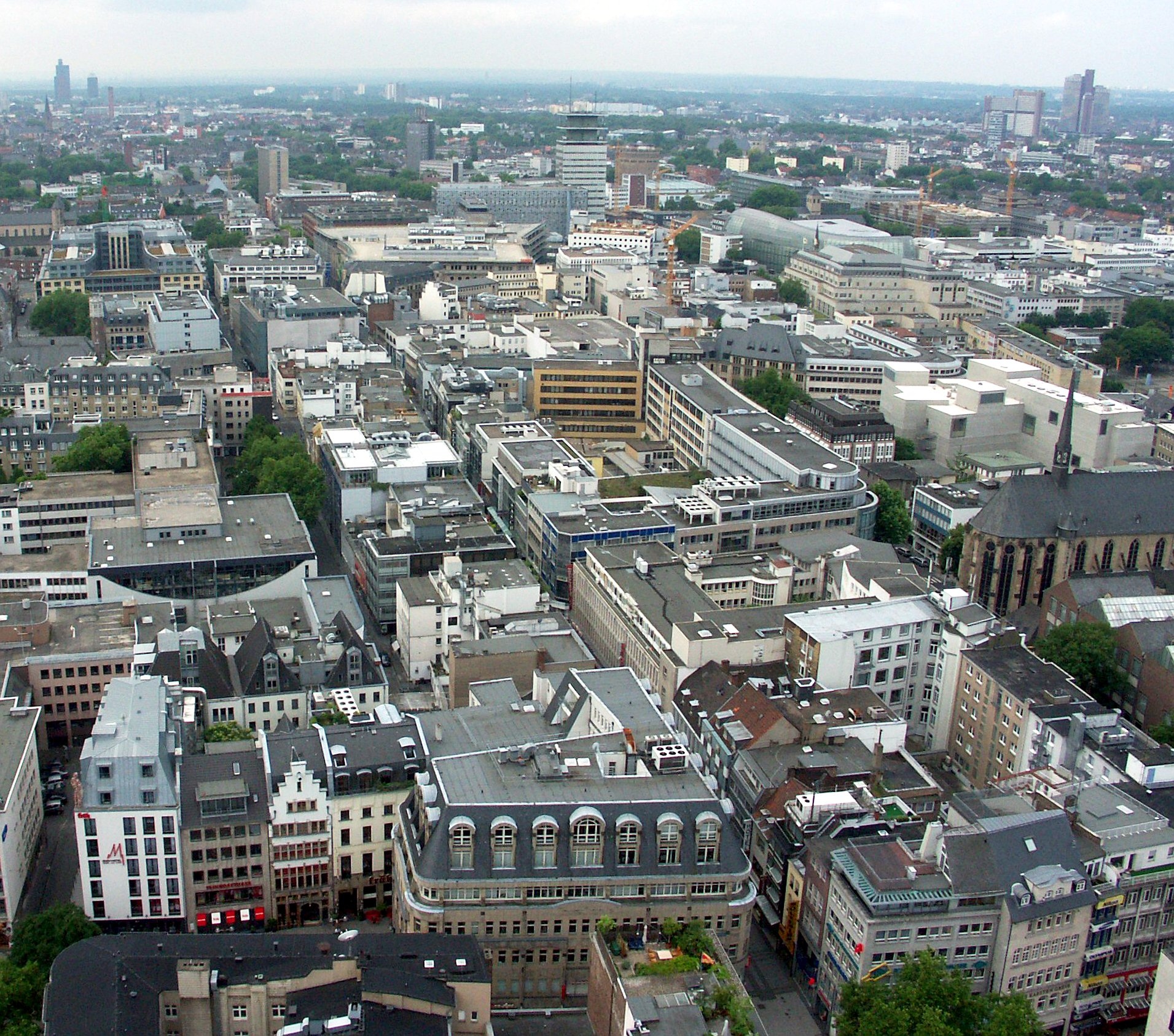
Blick vom Kölner Dom

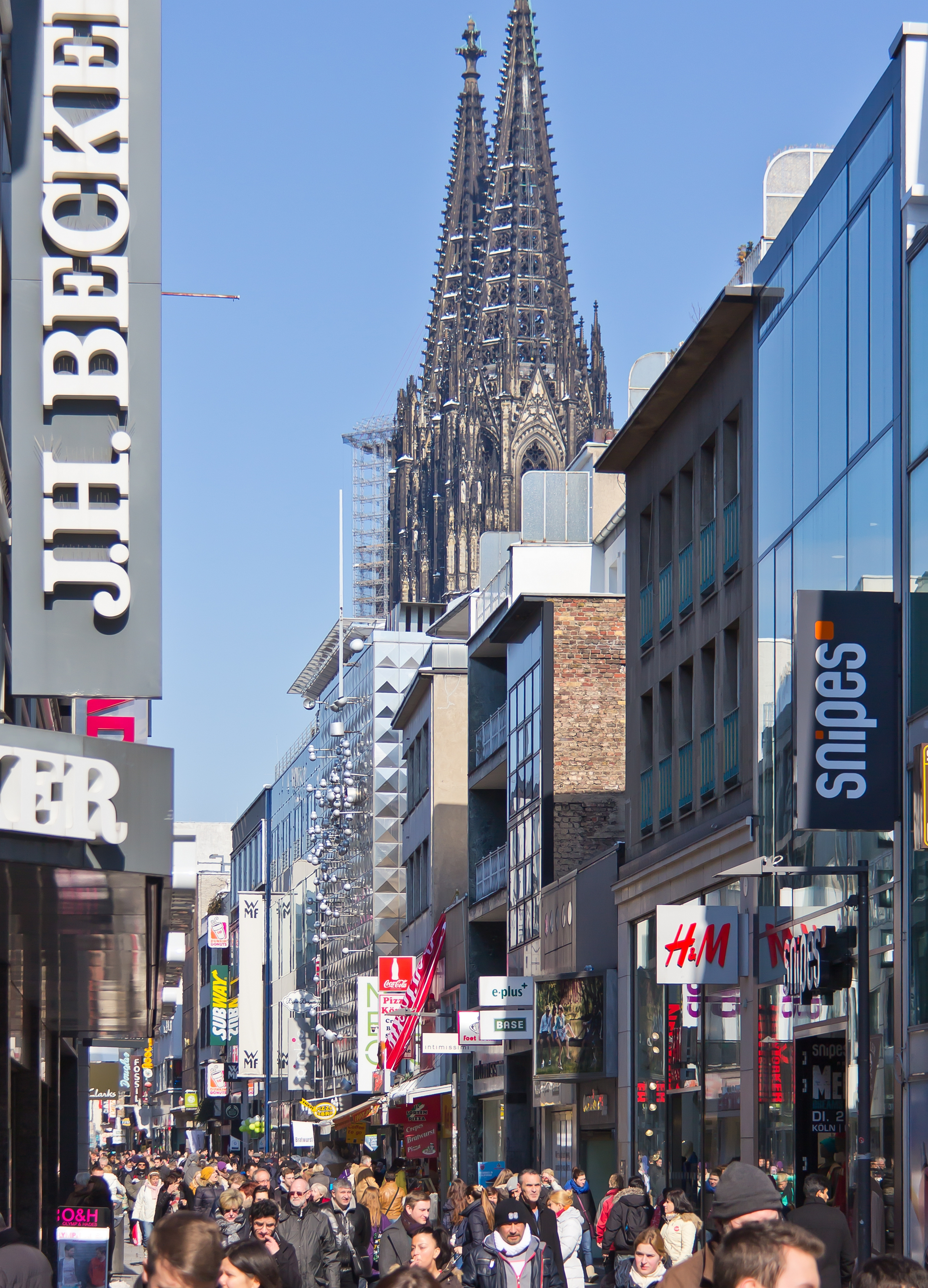
Blick auf den Verlauf der Hohe Straße in Richtung des Kölner Domes

Die Hohe Straße (auf Kölsch: Huhstroß) ist eine 683 Meter lange Einkaufsstraße in der Kölner Innenstadt im Stadtteil Altstadt-Nord. Sie verläuft als Fußgängerzone in Nord-Süd-Richtung zwischen dem Wallrafplatz und der Straße Hohe Pforte mit Zugang zur Schildergasse. Der Straßenname wird mit Betonung auf „Hohe“ ausgesprochen und entgegen den Sprachgewohnheiten nicht gebeugt. 2023 lag die Hohe Straße auf Platz acht der meistfrequentierten Einkaufsstraßen in Deutschland.

## Lage und Verkehrsanbindung
Sie verbindet die Touristenlage rund um den Dom und den Hauptbahnhof mit der Schildergasse. Die Hohe Straße wird von der Stadtbahn Köln durch die naheliegenden Haltestellen U-Bahnhof Dom/Hauptbahnhof, U-Bahnhof Neumarkt, U-Bahnhof Appellhofplatz und seit Dezember 2012 U-Bahnhof Rathaus bedient.

## Entstehungsgeschichte
Der Ursprung der Hohe Straße liegt in der Römerzeit. Ihr heutiger Verlauf orientiert sich am ehemaligen römischen Cardo maximus (Nord-Süd-Achse), der Hauptstraße mit direkter Verbindung zum heutigen Decumanus maximus (Ost-West-Achse, in Köln die Schildergasse). Am Schnittpunkt beider lag das Forum, der zentrale römische Marktplatz. Der sieben bis acht Meter breite Cardo maximus (lateinisch cardo ‚Scharnier‘ oder ‚Rückkante der Tür‘, maximus ‚groß‘) verlief von der Severinstorburg über die Severinstraße, Hohe Pforte, Hohe Straße bis zur Eigelsteintorburg.
Die Hohe Straße lag zwischen der Porta praetoria (Nordtor) und der Porta decumana (Hohe Pforte), genau zwischen beiden Toren lag die Signalfahne „vier Winde“. „An den vier Winden“ war der Punkt, von dem aus 400 Meter nördlich das Nordtor und 400 Meter südlich die Porta decumana ‚Südtor‘ lag. Als Teil der Nord-Süd-Achse römischer Heerstraßen ist die Hohe Straße eine der geschichtsträchtigsten Straßen der Stadt Köln. Obwohl seit ihrer Entstehung fast zwei Jahrtausende vergangen sind, blieb ihr Verlauf sowie die Lage der in sie einmündenden oder kreuzenden Straßen im Wesentlichen erhalten. Lediglich Breiten und Niveaulagen des Straßenzuges erfuhren erhebliche Veränderungen.

### Frühzeit und Mittelalter

#### Römerzeit
Bei den Römern hieß sie Strata lapidea (lat. lapis ‚Stein‘, also ‚gepflasterte Straße‘). Das hatte seine Berechtigung, denn sie war fast durchgängig gepflastert und damit die wohl die einzige befestigte Straße der Stadt. Die Logistik des römischen Militärs war exzellent organisiert. So gab es entlang und im Umfeld der innerstädtischen Lagerstraße Mannschaftsquartiere, Lazarette, Großküchen, Thermen, Latrinen, Lagergebäude, Getreidespeicher, Verwaltungsgebäude, Schmieden für Waffen und Gerät sowie Stallungen für Pferde und Lasttiere. Einer Kampfgemeinschaft (Contubernium) aus acht Soldaten standen unter anderem jeweils ein Maultier und ein Futterspeicher zur Verfügung. Für die Soldaten gab es ein Stabsgebäude (Principia) und ein luxuriöses Wohngebäude des Kommandeurs (Praetorium).
Die vollen Speicher des Legionsstandortes am Cardo maximus gewährleisteten eine Notversorgung für zwei Jahre. Hinzu kam die römische Ingenieursleistung hinsichtlich der Trinkwasserversorgung ihres Standortes mittels einer Frischwasserzufuhr aus dem Vorgebirge und der Eifel sowie einer ausgeklügelten Abwasserentsorgung. Auf Grund dieser Anstrengungen kann man davon ausgehen, dass die Römer für die Region und die spätere Colonia Claudia Ara Agrippinensium (CCAA) langfristig planten.

### Mittelalter
Im Mittelalter behielt sie 1189 ihren lateinischen Namen Super stratam lapideam, 1260 hieß sie In lapidea platea. Domherr Johann von Zülpich kaufte hier (heutige Hohe Straße 133) das Haus „Zur goldenen Waage“ und nebenan zwischen 1276 und 1290 das Haus „Zur bunten Feder“. Graf Wilhelm IV. von Jülich erwarb 1272 das später nach ihm benannte „Haus Jülich“ (Nr. 111) und baute es neu, nach seinem Tod erbte es seine Witwe Rikarda Gräfin von Jülich. Die Goldschmiede-Familie Glesch erwarb 1377 Haus Nr. 77–79 („Haus Glesch“) und ließ es mit Wandmalereien sowie einer wertvollen Holzdeckenkonstruktion aus 1390 ausstatten und besaß das Haus bis 1525. Danach hieß es „zur Mühle“, ab 1679 „zur Monstranz“; es ist 1896 abgebrannt. Der Aufstieg des Patriziers Johann Rinck lässt sich an seinen Hauskäufen im Bereich der Hohe Straße ablesen.
Am 27. April 1430 kaufte Rinck „Haus Nideggen“ (Nr. 135), 1435 erwarb er das Nachbarhaus „Heimbach“ (Nr. 137), das er 1435 mit „Haus Nideggen“ verband und selbst bewohnte. Die Hälfte des Hauses „zur (neuen) goldenen Waage“ scheint Ehefrau Geirtgin in die Ehe mitgebracht zu haben, denn nach ihrem Tod konnte Rinck am 25. Juli 1439 die andere Hälfte erwerben und 1445 lastenfrei stellen. Durch Zusammenlegung entstand das namensgebende Haus „zur goldenen Waage“ (Nr. 133). Auf dem Mercatorplan sind die 4 Häuser deutlich zu erkennen. Neffe Hermann Rinck setzte die familiäre Immobilienexpansion fort und erwarb zwischen 1448 und 1464 die Häuser „zum großen Atfang“ und „Haus Lewenstein“ in der Hohe Straße.
„Zur goldenen Waage“ gelangte später in den Besitz von Ratsherr und Apotheker Johann Bruckmann (um 1674) und gehörte danach dem Apotheker Johann von Wiedenbrück (Wydenbrucge; † 1678). In deutscher Sprache tauchte der Straßenname erstmals vor 1300 als Up deme st(e)ynwege ‚Auf dem Steinweg‘ auf. Dieser Name findet sich in einem Antwortschreiben des Erzbischofs Heinrich I. von Köln auf die von der Stadt Köln gegen ihn vorgebrachte Kritik aus 1238. Heydenrich Groene erwarb 1334 zwei Reihenhäuser („unter einem Dache“) up deme steynwege, am 15. Mai 1397 wird das Haus zum roden Lebarde (zum roten Leopard) an Obenmarspforten 1/Ecke Hohe Straße erwähnt, das am 29. April 1411 vom Maler Wilhelm von Bergerhausen erworben wird. Everhard Treynkin kaufte am 11. August 1446 die beiden Häuser „Graloch“ (Nr. 87) und „Gryne“ (Nr. 89). Das dem Pastor Sebastian von Duisberg gehörende „Haus Duisberg“ lag im Mai 1447 noch „Auf dem Steinweg“.

#### Altes Universitätsviertel

Siegel der Universität zu Köln

Der nördliche, domnahe Abschnitt der Hohe Straße tangierte das ab dem Ende des 14. Jahrhunderts entstehende Viertel der alten Universität zu Köln, die im Jahre 1388 auf Initiative der Stadt gegründet worden war. Die Gebäude waren dezentral in den westlich gelegenen Nebenstraßen verteilt – zunächst wurden kirchliche oder klösterliche Gebäude für erste kleinere Lehranstalten genutzt.
Am Domkreuzgang lag die Aula theologica, in der Stolkgasse das Gebäude der Artistenfakultät. In der Nähe der Universität ließen sich Lehrer und Gelehrte nieder. Studentenbursen, wie die der Juristen und der Theologen, entstanden. Im Bereich „an der Rechtschule“, der „Minoritenstraße“ und der „Mariagartengasse“ wohnten viele Domherren. „Auf der Burgmauer“ wiederum ließen sich viele Doktoren und Lizentiaten nieder. So lagen etwa an der später „An der Rechtschule“ genannten, in die Hohe Straße beim Teilstück „An der hohen Schmiede“ einmündenden Straße zunächst zwei kleinere Kollegs für die Rechtswissenschaft. Eines war die Kronenburse, die sich im Vorderhaus vor der Rechtsschule befand.

#### Straßenbenennungen

Hohe Straße auf der Kölner Stadtansicht von 1570 von Arnold Mercator

Hohe Straße/Ecke Brückenstraße („An den vier Winden“; um 1850)

Hohe Straße „An den vier Winden“ (Holzschnitt von Richard Brend’amour, um 1880)

Hohe Straße/Ecke Brückenstraße, Königin-Augusta-Passage (1883)

1449 wurde ein Teil der Hohe Straße erstmals Under spermecheren, ab 1545 Under spermecher genannt, weil sich hier Waffenschmieden ansiedelten. Aber auch die Maler – zu denen auch die Wappensticker gehörten – hatten ihr Gaffelhaus 1402/03 „zum Turni“ auf „Unter Wappensticker“, seit 1452 jedoch im „Haus Rosenbaum“ in der schon früher nach ihnen benannten Schildergasse. Dieser Abschnitt zwischen Schildergasse und Glockengasse gehörte im Mittelalter noch nicht zur Hohe Straße und war der Standort des Wappenstickergewerbes, das am 14. April 1397 seinen Amtsbrief erhielt und dadurch als Zunft anerkannt wurde. Das Zunfthaus der Harnischmacher (in Köln Sarwörter genannt; Helmschläger) befand sich in Nr. 125, nachdem auch sie am 14. April 1397 ihre Anerkennung als Zunft erreicht hatten. Die Zunft der Harnischmacher war die einzige metallverarbeitende Zunft, welche die Frauenarbeit ausdrücklich untersagte.
Ein Teil der Hohe Straße, der ab der Brückenstraße domwärts führte, hieß zunächst inter hastila(rios) ‚Zwischen den Wellen‘, ab 6. Oktober 1404 übersetzte man dies mit Under Schechtmecheren, ab 28. November 1425 mit Under Scheychtmecheren ‚Schaftmacher‘. „Vor den Augustinern“ hieß der Teilabschnitt zwischen der heutigen Cäcilienstraße und der Gürzenichstraße, wo sich ab 12. Juni 1408 eine Zunft im „Schwarzenhaus“ (Swartzen hüs; Nr. 11) befand, die als Sammelzunft aller nicht zunftmäßig gebundenen Kaufleute und Notare, Ärzte oder Apotheker fungierte. 1440 lag in der Straße das Brauhaus „Vogtshaus“. Hier stand in Höhe des heutigen Augustinerplatzes von 1264 bis zum Jahr 1802 ein Kloster der Augustinereremiten.
Das „Schwarzenhaus“ erwarb 1629 der Buchdrucker Peter Metternich. Der Straßenname Onder Pannenslegeren ist für diesen Teilabschnitt in einer Urkunde vom 11. Juni 1461 belegt, worin die Rauchbelästigung durch Schmelzwerke beklagt wird (von dem smelssen Onder Pannenslegeren des Kupfer- und Bleischmelzers Thomas von Venrath). Mit ihren vielen Namensänderungen exemplifiziert die Hohe Straße die Praxis des Mittelalters, Veränderungen des Straßennamens aufgrund gewandelter Wahrnehmungen, bis man zu einem – nicht endgültigen – Konsens gelangte.
Zu den wichtigsten Quellen der Namensforschung gehört neben den Schreinsbüchern auch der älteste Stadtplan, den der Kartograf Arnold Mercator 1570 im Auftrag des Stadtrates anfertigte. In seiner Kölner Stadtansicht von 1570 gliedert Arnold Mercator domwärts gesehen den Verlauf der Hohe Straße präzise ab der „Schildergaß“ in die Teilabschnitte Onder Wappensticker (bis Brückenstraße), Onder Spoirmecheren (bis Minoritenstraße), An der gülder Wagen (bis Wallrafplatz; benannt nach dem einstmals hier stehenden Haus „zur goldenen Waage“) und „An der hohen Schmiede“ (Wallrafplatz bis Unter Fettenhennen).
Erstes Teilstück der Straße, ab dem Nordtor der Stadt, war die hinter dem Domkloster gelegene kleine Straße Unter Fettenhennen. Die Straße, beginnend am Ende der Trankgasse, erhielt ihren Namen nach einem auf seiner Westseite stehenden Haus mit dem Namen „zur Henne“. Erwähnt wurde der von diesem Haus abgeleitete Straßenname bereits um 1400 als zo der hennen. In einer Steuerliste des Jahres 1478 heißt sie zo vetterhennen. Das Logo der Henne, mit oder ohne Küken dargestellt, wurde auch vom späteren Inhaber der Druckerei Arnold Mylius für die an gleicher Stelle zusätzlich 1585 gegründete Buchhandlung übernommen. Buchhandlung und Druckerei der Firma „Zur Fetten Henne“ waren im Viertel der alten Kölner Universität (1388–1798) rechtsseitig von der Hohe Straße äußerst günstig platziert. Sie bestanden über 200 Jahre am gleichen Ort. Der Straßenteil Under Schechtmecheren hieß bei Mercator Onder Spoirmecheren (heute trägt die Sporergasse diesen Namen), der Straßenname Onder Pannenslegeren tauchte in Mercators Stadtplan von 1570 als Unter Pfannen schleger auf.

#### Gewerbe, Besitz und Steuer
Das Kirchspiel von St. Kolumba, zu dem auch die Hohe Straße gehörte, umfasste nach einer Schätzung aus dem Jahre 1426 zwischen 6.000 und 8.000 Einwohner. Dies war etwa ein Fünftel der gesamten Stadtbevölkerung. Die soziale Struktur des Kirchspiels lässt sich anhand damaliger Steuerlisten erkennen.
An gewerblichen Betrieben erfasst die Steuerliste des Jahres 1286 im Kirchspiel 13 Schmieden, zwölf Bäckereien, sieben Brauereien, zwei Mühlen, zwei Appretieranstalten und eine Badstube. Genannt werden auch zwölf Kürschner, acht Gerber, vier Schuhmacher, je fünf Kesselschläger und Gürtelmacher sowie drei Steinmetze. Während Brauer und Bäcker sich über alle Straßen verteilten, andere Berufsstände dagegen bevorzugt in einer speziellen Straße gehäuft angesiedelt waren, hatten Fleischer und Fischhändler noch keinen festen Betriebsort und verkaufen ihre Erzeugnisse auf Märkten wie dem Fischmarkt auf dem Gelände der Kirche Groß St. Martin am Rheinufer.
Nach den Erhebungen des Jahres 1286 gehörten die Gewerbetreibenden zur mittleren Steuerklasse. Die Vielzahl der „Amtleutehäuser“ lag mit ihrem erfassten Durchschnittswert schon an der Schwelle zum Höchststeuersatz. So macht die höhere Wertigkeit der Amtspersonen zugehörigen Grundstücke und Häuser deutlich, dass die politische Schicht gleichzeitig auch zur wirtschaftlichen Oberschicht der Stadt gehörte. Zu dieser Schicht gehörten auch die Händler, Kaufleute, Grundbesitzer und die Mitglieder des „Patriziats“, deren Häuser zumeist im östlichen Bereich des Kirchspiels unterhalb der Hohe Straße lagen.
Die „Paradies-Apotheke“ gilt als die älteste Kölner Apotheke, die hier im Juli 1618 in Nr. 85/87 im „Haus zum Gryn“ als „Apotheke an den Vierwinden“ gegründet wurde. 1744 erfolgte der Umzug zur Obenmarspforten Nr. 17 in das „Haus zum Paradies“, dessen Namen sie als „Paradies-Apotheke“ aufgriff. Die Offizin zog 1845 erneut um in die Severinstraße Nr. 160; seit November 1990 befindet sie sich dort in Nr. 162a, wo sie noch heute Medikamente mit kölschen Bezeichnungen (Kölsch „för de Ping“, also Schmerzmittel) anbietet.

### Gründerzeit

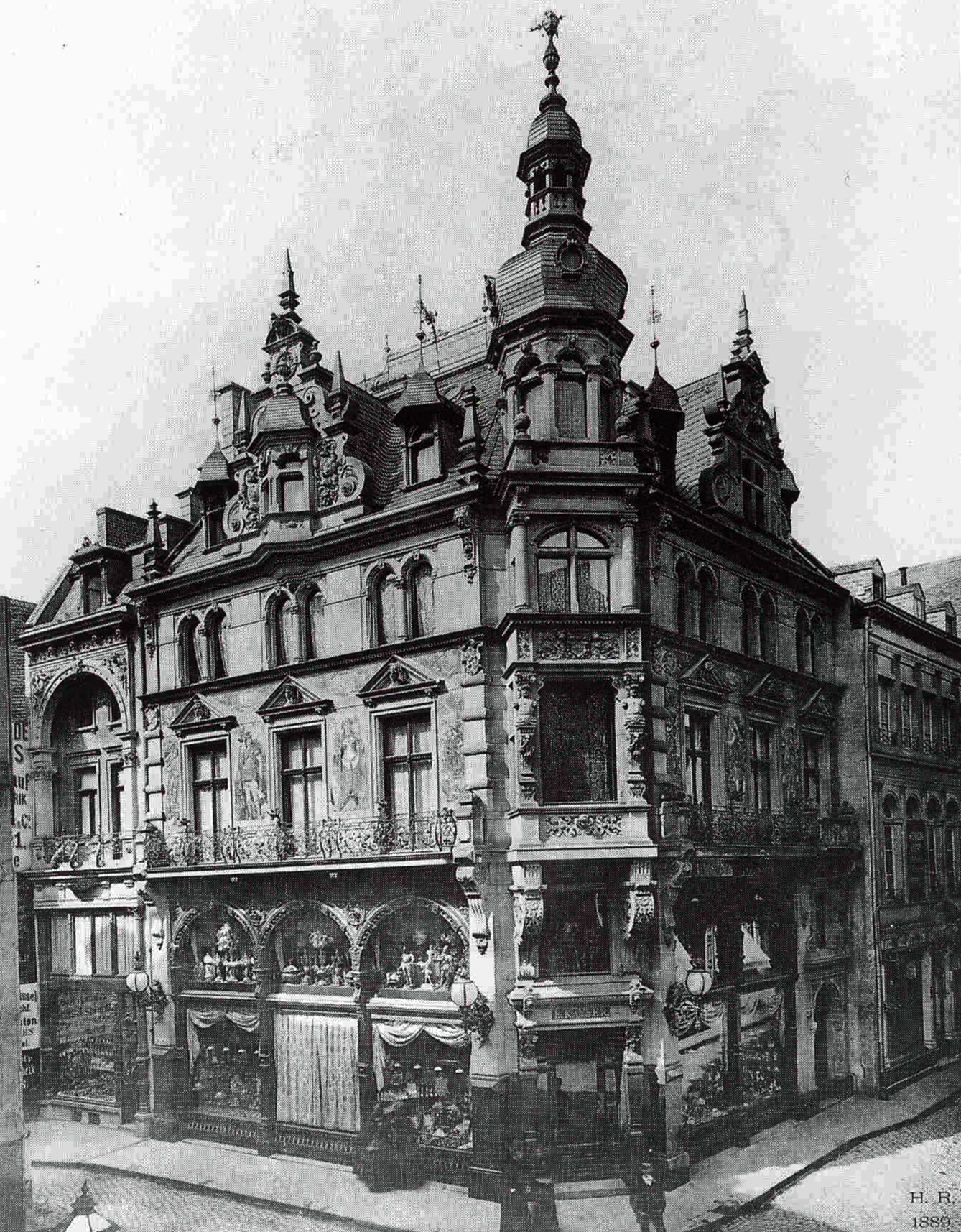
Brückenstraße/Ecke Hohe Straße, „An den vier Winden“, (um 1889)

Geschäftshaus Feinhals, Köln (1890)

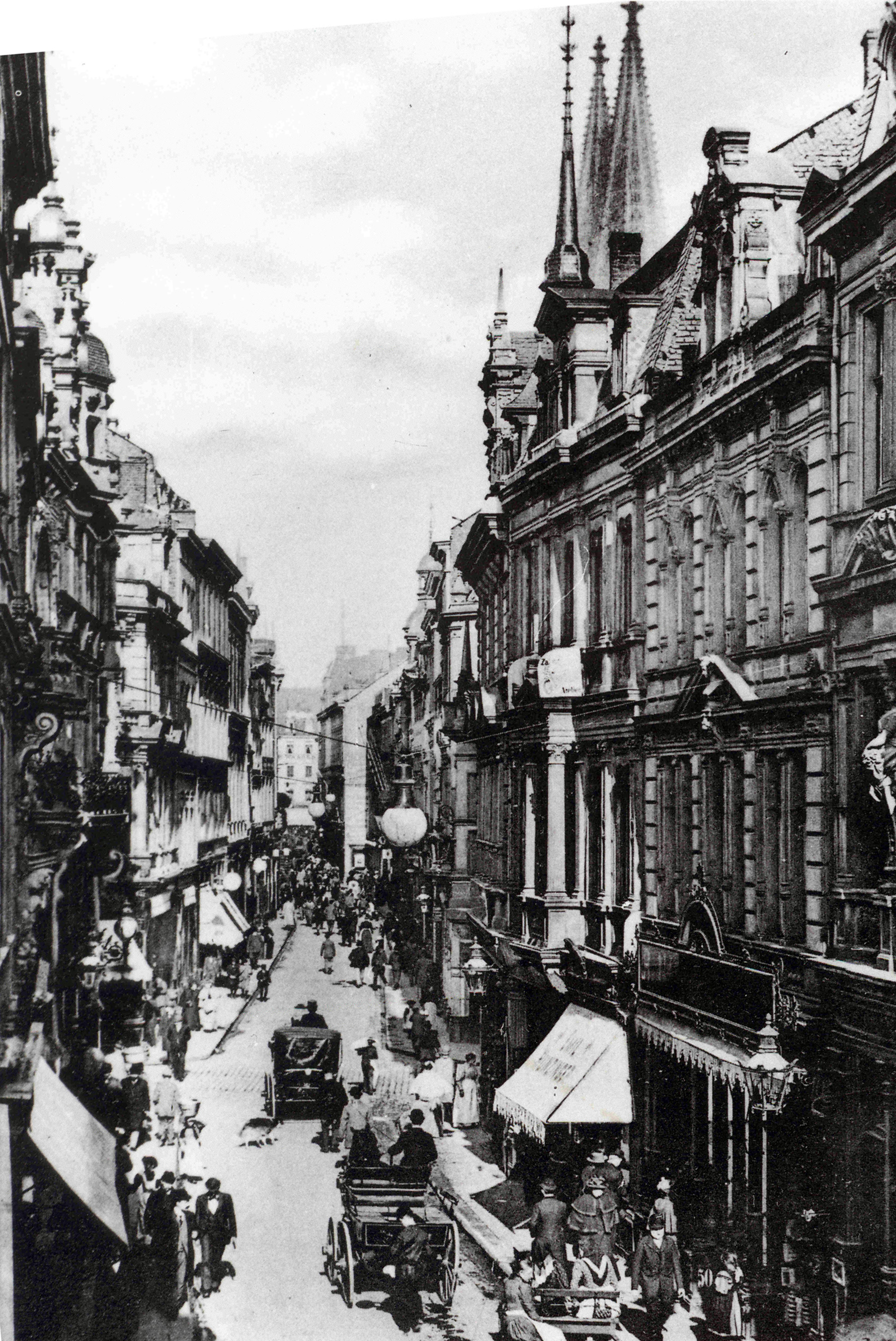
Hohe Straße um 1895

Hohe Straße – Stollwerck-Haus (1910)

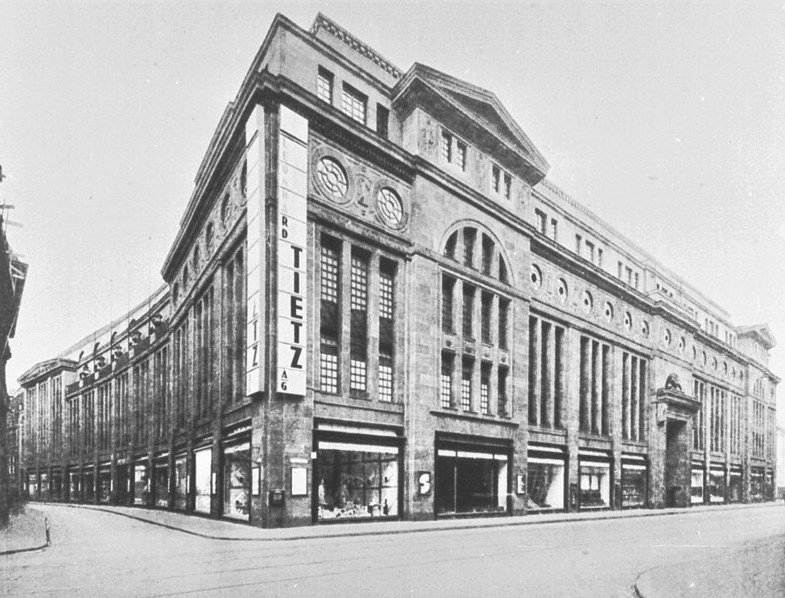
Hohe Straße 43–53/Schildergasse – Kaufhaus Tietz (1914)

In der Gründerzeit bürgerte sich für den Teilabschnitt „Unter gülden Wagen“ der Straßenname „Hochstraße“ ein. Johann Maria Farina richtete zunächst 1723 ein Geschäft in Obenmarspforten 23 „gegenüber dem Jülichsplatz“ ein. Nachdem Johann Maria Farina am 25. November 1766 verstarb, erwarb sein Sohn Josef Anton Farina aus seiner Erbschaft im Jahre 1768 das „Haus Mulenark“ in „Unter gülden Wagen“ 4506 (Hochstraße 129). Die drei Söhne des Johann Maria Farina eröffneten getrennte Geschäfte, und zwar übernahm Joseph Anton die Firma seines Vaters „Johann Anton Farina zur Stadt Mayland, Hochstraße Nro. 129“ („Unter gülden Wagen“ Nr. 4506), Johann Maria gründete „Johann Maria Farina zur Stadt Turin Hochstraße Nro. 111“ („Unter gülden Wagen“ 5095), der dritte Sohn ging nach Paris. Das Haus in Nr. 111 hatte einst Graf Wilhelm IV. von Jülich gehört und wurde deshalb „Haus Jülich“ genannt.
Der Neffe von Johann Anton Farina, Carl Anton Zanoli, ließ sich als Destillateur kölnischen Wassers in Nr. 92 nieder. Damit gab es 1797 in Köln neben diesen drei berühmten Anbietern von Kölnisch Wasser nur noch drei weitere: Bernard Keuten, Carl la Forest und Johann Abraham Leonards, Auf der Hohe Straße siedelte sich zunehmend der Handel mit Luxusartikeln (Mode, Kölnisch Wasser, Zigarren und Büchern) an. In Nr. 149 lag „Haus Rom“, das die Buchdruckerfamilie Gymnich (Gymnicus) bewohnte. Diese verkaufte ihre Druckerzeugnisse spätestens seit 1556 zwischen Hochstraße und Unter Fettenhennen. Peter von Brachel druckte zwischen 1603 und 1650 auch Zeitungen und wohnte spätestens ab 1608 im „Haus Spiegelberg“ („Unter gülden Wagen“). Marcus DuMont-Schaubergs Buchhandlung befand sich ab 1816 in „Unter gülden Wagen“ Nr. 133, Johann Peter Bachem besaß ab 1822 eine Leihbibliothek mit 5663 Bänden in Nr. 81. 1785 führte die Stadtverwaltung ein Wegegeld ein. Mit diesen zusätzlichen Einnahmen sollten die Steinwege in einen besseren Zustand versetzt werden.
Am 13. September 1804 zog Napoleon Bonaparte bei seinem Staatsbesuch mit Glockengeläut und Kanonendonner feierlich durch die Eigelsteintorburg ein, um vom Eigelstein über die Marzellenstraße, Hohe Straße und Schildergasse den Neumarkt zu erreichen. Erst in der Franzosenzeit wurde die Voraussetzung für den heutigen Namen der Hohe Straße gelegt, als alle Kölner Straßen ab 1. Januar 1813 nur noch die französischen Namen des Itinéraire de Cologne tragen durften. Dafür erhielt Ferdinand Franz Wallraf 1812 den Auftrag der französischen Verwaltung, für die Kölner Straßen objektive, neue Benennungen vorzuschlagen. Hierbei sollte nach Möglichkeit durch Wallraf der historische Hintergrund beziehungsweise die Form der Althochdeutschen, Mittelhochdeutschen und Altkölnischen Zusammenhänge und Überlieferungen geprüft werden und ihren Niederschlag in der Neubenennung finden.
Seitdem hieß sie durchgängig rue haute (‚Hohe Straße‘ oder ‚Hochstraße‘). Das lag daran, dass sich die Hochstraße zwischen 10 und 15 Metern über dem mittleren Wasserstand des Rheines erhob und deshalb ihren Namen durch die über dem Stadtniveau befindliche höhere Lage trug. Am 28. September 1816 schaffte ein preußisches Edikt die französischen Straßennamen wieder ab, die rue haute erhielt nun einheitlich den Namen „Hohe Straße“. Ihre Teilsektoren (domwärts ab Hohe Pforte) „Unter Pfannenschläger“, „Vor den Augustinern“, „Unter Spormacher“, „An der gülder wagen“ und „An der hohen Schmiede“ gingen damit unter. Das Haus „Zur goldenen Waage“ (Nr. 133) bestand auch noch im Jahre 1820, als eine Notarurkunde vom 9. August 1820 eine Gläubigerversammlung im hypothekenbelasteten Haus mit dem Bankhaus Sal. Oppenheim und dessen hochverschuldetem Mitgesellschafter Philipp Gompertz erwähnte.
Am 15. September 1833 starb der letzte Stammherr der Patrizierfamilie Eberhard Anton Caspar von Beyweg in seinem Haus Unter Spormacher 4567 (Hohe Straße 113). An dieser Adresse hatte 500 Jahre zuvor der Patrizier Johann Birklin gewohnt. Am 15. Mai 1835 ließ sich in Nr. 109 der Büchsenmacher Franz Kettner als Ausstatter für Jagdbedarf nieder, das Geschäft schloss am 30. September 2009. Joseph Feinhals eröffnete am 15. September 1861 zunächst in Nr. 6 („Unter Pfannenschläger“) ein exklusives Geschäft für Tabak und Rauchbedarf, dem ersten deutschen Laden dieser Art mit über 1000 Sorten. Nachdem das alte Gebäude im Jahre 1889 abgebrochen wurde, erfolgte am 28. Juni 1890 der Umzug in den von Kayser & von Groszheim errichteten prachtvollen Neubau auf dem Eckgrundstück Hohe Straße 63/Ecke Schildergasse. Hier avancierte Josef Feinhals zu einem der ersten deutschen Händler, die Havanna-Zigarren auf den Markt brachten. Seine Schaufenster gehörten zu den künstlerischen Sehenswürdigkeiten der Stadt.

#### Geschäftshäuser
Anstelle kleinerer Bürgerhäuser entstanden ab 1863 aufwändige Geschäftshäuser, so auf dem Eckgrundstück Hohe Straße 111a–115 / Brückenstraße 2–4 die „Königin-Augusta-Halle“ (auch „Hohe Straße-Passage“ genannt; bereits ab 1845 geplant), dem ersten großstädtischen Geschäftsbau, errichtet von Stadtbaumeister Johann Peter Weyer, eröffnet am 15. Dezember 1863 und überwiegend vom A. Schaaffhausen’schen Bankverein finanziert. Die Ladenpassage mit 55 Läden und einem Kaffeehaus in der Mitte besaß ein verglastes Satteldach, zwei Passagenarme verbanden jeweils Hohe Straße und Brückenstraße im Winkel von etwa 90 Grad. Sie setzte sich aus einzelnen, durch Brandmauern getrennten Häusern zusammen, die ihren Ladenraum im Erdgeschoss hatten. Von dort gelangte man über eine Wendeltreppe zum Keller und zu einem kleinen Lagerraum. Über den Läden befand sich ein Zwischengeschoss („Entresol“), die weiteren Geschosse wurden als Wohnungen genutzt.
Sie war nach dem Sillem’s Bazar in Hamburg die zweite bedeutende Einkaufspassage in Deutschland und hatte ihren Namen von Königin Augusta, die am 18. November 1867 der Rheinischen Musikschule einen Besuch abstattete. Die „Königin-Augusta-Halle“ war die größte Ladenpassage in Köln. Der Zinngeschirr-Produzent und -Händler Engelbert Kayser (Kayserzinn) ließ von seinem jüngsten Bruder Heinrich Kayser und Karl von Großheim 1884–1886 ein Geschäftshaus auf dem Eckgrundstück Hohe Straße 85–87 / Brückenstraße („An den vier Winden“) erbauen; Engelbert Kayser wohnte im oberen Teil des Gebäudes. „An den 4 (sic.) Winden“ hieß in jener Zeit bei den Bürgern die heutige Kreuzung der Hohe Straße mit Brückenstraße und Obenmarspforten. Am 22. September 1894 eröffnete im Haus Hohe Straße 40 das Manufaktur-, Weiß- und Modewarengeschäft Michel & Cie.
Am 7. April 1891 eröffnete Leonhard Tietz einen Laden mit 180 m² Verkaufsfläche, der jedoch bereits am 15. April 1891 wieder schloss, nachdem die Kunden alles leer gekauft hatten. Im Oktober 1895 zog Tietz in das Haus Hohe Straße 45 um. Die Eröffnung der neuen Tietz-Passage zwischen Hohe Straße und An St. Agatha am 6. Dezember 1902 setzte einen weiteren architektonischen Meilenstein, der aber bereits 1912 für den großen, über 90 Meter tiefen Warenhaus-Neubau mit großem Lichthof nach Entwurf von Wilhelm Kreis wieder abgebrochen wurde, der die Grundstücke Hohe Straße 43–53 / Gürzenichstraße 2 / An St. Agatha 36 umfasste. Ihm musste auch das 1874 von Kayser und von Großheim auf dem Grundstück Hohe Straße 51 errichtete Seidenhaus Gustav Cords weichen. Am 11. Juli 1925 wurde im Warenhaus Tietz eine erste Rolltreppe in Betrieb genommen. Die Leonhard Tietz AG wurde im Zuge der Arisierung durch die Nationalsozialisten in Westdeutsche Kaufhof AG umbenannt, unter der Bezeichnung Galeria ist das Haus heute bekannt.
Eine weitere Passage gab es mit der Einweihung des von Carl Moritz geplanten Stollwerck-Hauses am 27. April 1907 in Nr. 160–168 als Ersatz für das hier stehende alte Gebäude. Im Erdgeschoss befanden sich 17 Läden. Die heute bestehende Stahlbetonkonstruktion erhielt eine postmodern rekonstruierte zweite Nachkriegsfassade. Die Stollwerck-Passage ist die einzige erhaltene Einkaufspassage der vornehmen Vorkriegsbauten. Das Geschäftshaus Diel erbaute Heinrich Müller-Erkelenz 1910 in Nr. 121, das Haus mit dem Café Palant entstand 1912 nach Entwurf von Philipp Fritz und Robert Perthel in Nr. 117–119. 1912 ließ sich Josef Feinhals von Bruno Paul die Inneneinrichtung seines Büros im Haus Hohe Straße 59–61 entwerfen. Nach Abbruch des alten Gebäudes eröffnete am 24. September 1913 unter Zukauf benachbarter Gebäude das Textilkaufhaus Michel & Co. auf dem Grundstück Hohe Straße 46–50 / Gürzenichstraße 4 mit einer Verkaufsfläche von 5.000 m², das 1939 in Jacobi umfirmierte.

#### Kirchen und Klöster am Straßenzug

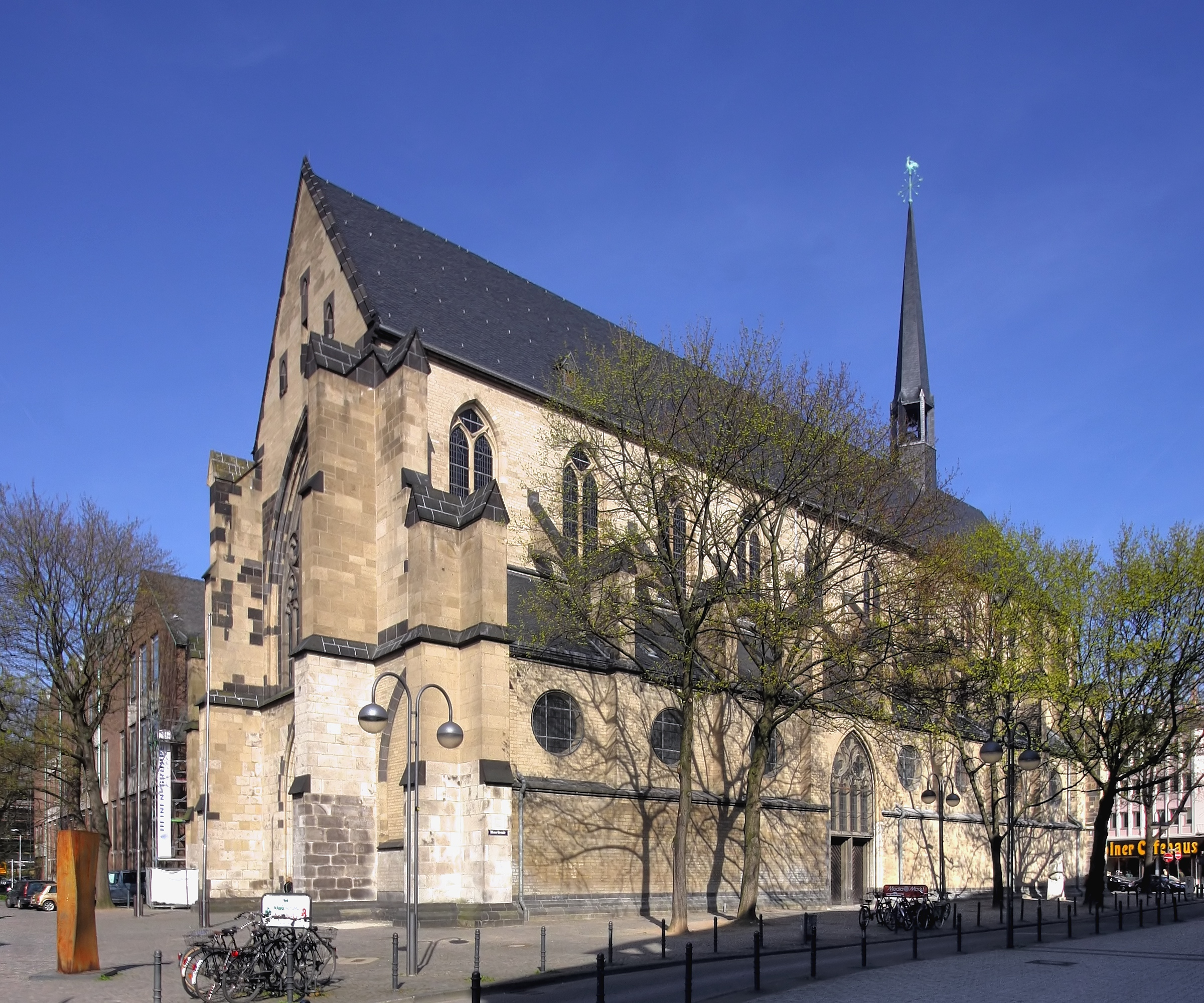
Kölner Minoritenkirche, Ecke Minoriten-/Richartzstraße

Das Kirchspiel der ehemaligen Pfarrkirche St. Kolumba war eines der größten in Köln. Es umfasste den Bereich der Kolumba-, Herzog-, Brücken-, Breite-, Hohe Straße und der Glockengasse. St. Kolumba war eine der ältesten Altstadtpfarrkirchen in Köln.
Entlang der Hohe Straße existierte einst eine Anzahl Ordenshäuser und Kirchen, von denen heute in manchen Fällen Gebäudeteile und oft nur noch Straßenbezeichnungen verblieben sind. Sie wurden überwiegend in der Franzosenzeit im Zuge der Besetzung Kölns durch Revolutionstruppen ab dem Jahr 1794 zu Speichern oder Pferdeställen umgewidmet, verfielen und wurden schließlich durch Napoleons Dekret zur Säkularisation endgültig aufgelöst. Manchmal erfolgte dann auch ihr Abriss, so auch im Falle der weiter oben beschriebenen Stephanuskapelle/Kirche (1009 bis 1834).
1802 liquidierte man das Kloster der Augustinereremiten am Augustinerplatz. Im ebenfalls 1802 aufgegebenen Kloster „St. Agatha“, das an der Rückseite des heutigen Kaufhofs an der Hohe Straße lag, lebten Augustinerinnen beziehungsweise Benediktinerinnen. Eine Straße mit Namen „St. Agatha“ existiert an gleicher Stelle noch heute.
Die Minderbrüder des Franziskaner- beziehungsweise Minoritenordens hatten ihren Konvent auf dem Grundstück des heutigen Hotels „Königshof“. Wie dieser Orden verschwand ebenfalls um 1802 der Orden „St. Maria in Bethlehem“, ein sich An der Rechtschule befindender Klarissenkonvent. Die Zisterzienserinnen des Ordens St. Nikolaus, ihr Ordenshaus stand zwischen Große Sandkaul und Hohe Straße, mussten 1802 wie alle nicht krankenpflegenden Orden ebenfalls aufgeben.

#### Theater und Kinos
Auf der Hohe Straße gab es zwei bedeutende Kölner Theater. Bereits seit 1900 führte das Adressbuch in Nr. 38 den Burghof als Restaurant, in dem auch Konzerte aller Art stattfanden. Seit 1909 bestand das Varieté Simplicissimus oder Simpl-Palast in Nr. 152–154 von Fritz Nördlinger, der auch Groß-Köln leitete. Erstes Kino auf der Hohe Straße Nr. 9 waren die Kosmos-Lichtspiele, im Jahre 1906 eröffnet und mit 839 Plätzen ausgestattet. Es folgten Tonbild-Theater (Nr. 78, eröffnet im Juni 1907, 1908 bereits geschlossen), Bismarck-Theater (Nr. 23–25, 1908 als Union-Theater eröffnet, 1911 umbenannt), Lux am Dom (Nr. 131, eröffnete am 27. September 1909, 350 Plätze, Schließung 1986), Cinema-Palais (Nr. 3, 1909 eröffnet), Germania-Lichtspiele (Nr. 90, 1909 eröffnet, ab 1925 Kammer-Lichtspiele, 370 Plätze), Kino für Jedermann (Nr. 132, ab 1927 Passage-Theater, Neueröffnung am 7. Mai 1954, 694 Plätze) und der Filmpalast (Nr. 11–13, eröffnet 1912, 500 Plätze). In der Schildergasse und Hohe Straße gab es 1930 zwölf Spielstätten.

#### Karneval
Der erste Karnevalsumzug hatte bereits einen festen Zugweg am Fastnachtsdienstag durch die Stadt, bei dem sich Mitfahrende und Zuschauer gegenseitig mit Erbsen sowie kleinen Gipsdragees bewarfen. Er führte vom Alter Markt zum Heumarkt, über Malzbüchel, Malzmühle, Mühlenbach, Hohe Pforte, Hohe Straße, Obenmarspforten, Marsplatz und wieder zum Alter Markt zurück. Der Kölner Regierungspräsident beklagte 1832, dass es an den drei Karnevalstagen vor allem „An den vier Winden“ üblich sei, Passanten anzusprechen und zu necken. Deshalb waren hier Polizei und Militär aufgestellt, um dem Verbot des Stehenbleibens an den „Vier Winden“ Nachdruck zu verleihen. Hier befand sich seit langem der Mittelpunkt des ausgelassenen Straßenkarnevals.

### Verlauf
Während die zum Cardo maximus parallel geführten Straßen ebenfalls in Nord-Süd-Richtung verlaufen, sind die Querstraßen der Hohe Straße nicht rechtwinklig hierzu angelegt. Sie weichen um 2° 40‘ 41‘‘ nach Nordosten von der genauen Ostrichtung ab. Deshalb galt früher das Einbiegen von der Glockengasse in die enge Hohe Straße mit den schwer lenkbaren Viergespannen als ein Postillionskunststück. Auf der Hohe Straße gibt es domwärts die Straßenkreuzungen Stephanstraße / Sternengasse, Pipinstraße, Gürzenichstraße, Schildergasse / In der Höhle, Brückenstraße / Obenmarspforten, Salomonsgasse, Minoritenstraße / Große Budengasse und An der Rechtschule / Am Hof.

### Neuzeit

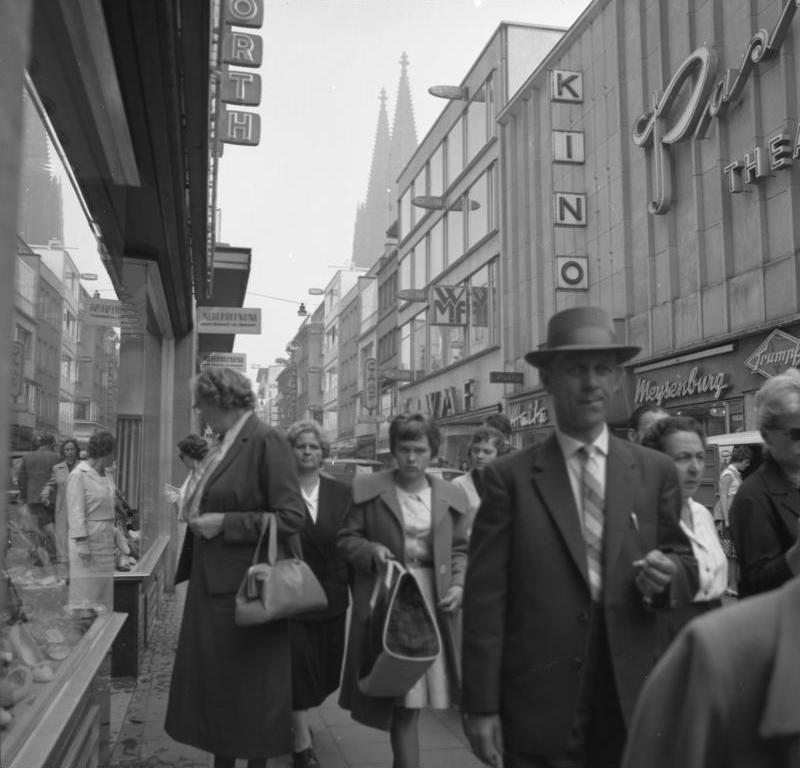
Hohe Straße mit Domspitzen im Jahr 1956

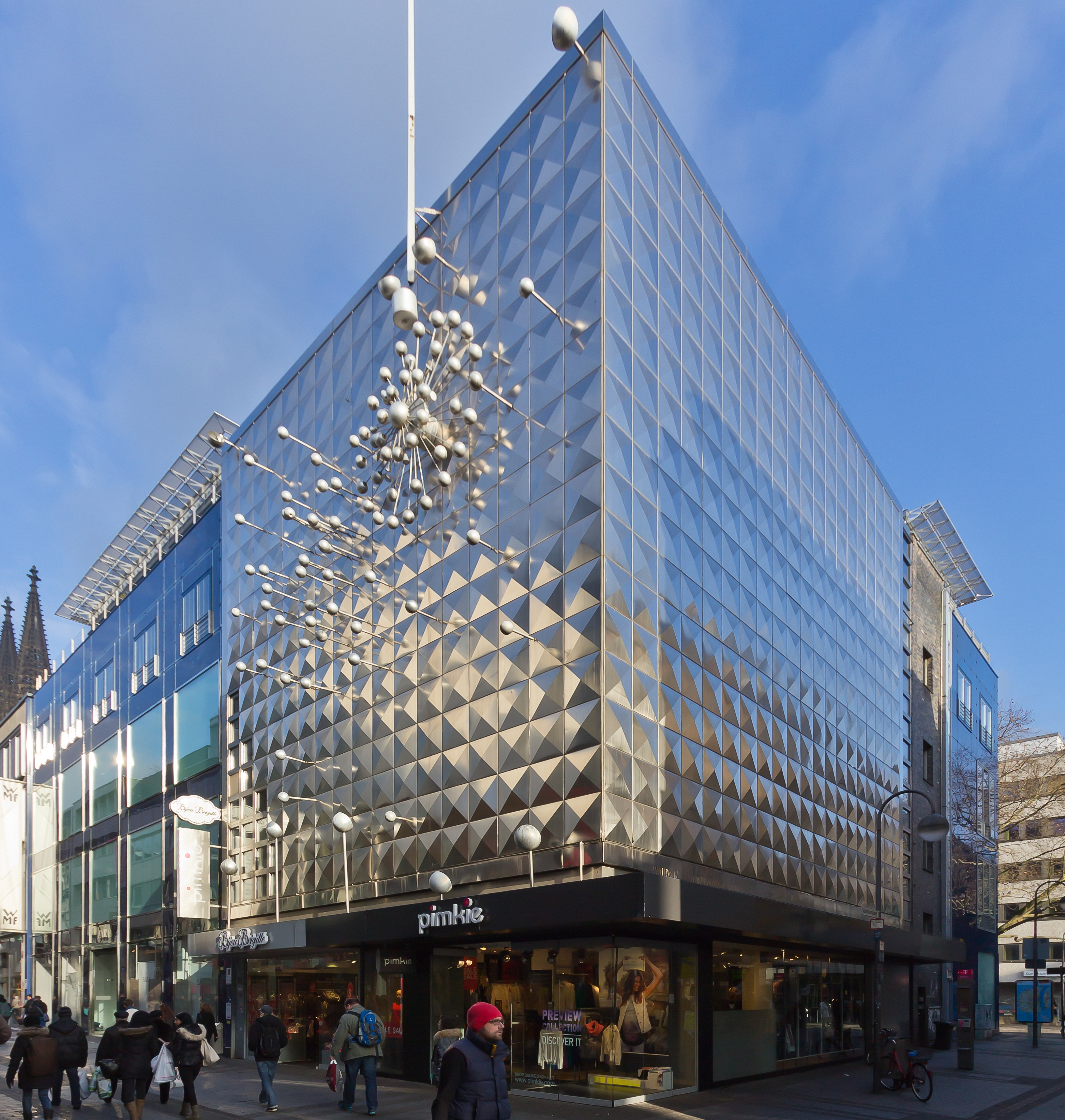
Kinetische Plastik Licht und Bewegung am Wormland-Haus, Hohe Straße 124–126

Zahlreiche Fliegerangriffe im Zweiten Weltkrieg, insbesondere am 30./31. Mai 1942 und am 2. März 1945 verwandelten die Hohe Straße in ein Trümmerfeld, so dass bis auf wenige Ausnahmen Totalschäden an Gebäuden auftraten. Bis zur Zerstörung von circa 90 % der Bausubstanz im Zweiten Weltkrieg war der Grundriss der Kölner Innenstadt noch mittelalterlich geprägt. Die geringe Breite der Hohe Straße  von nur acht Metern und die überwiegend kleinen Grundstücke machten die Straße einzigartig. Schmale, meist viergeschossige Häuser reihten sich an mächtige Eckgebäude im Stil des Historismus. Köln hat diesen Grundriss beim Wiederaufbau im Gegensatz zu anderen kriegszerstörten Städten beibehalten. Zwischen Schildergasse und Dom gab es meist nicht mehr reparable Ruinen. Erhalten blieben das einzige Barockhaus an Nr. 111, das Wohn- und Geschäftshaus „an den vier Winden“ (Nr. 85–87) und weitgehend das Kaufhaus Tietz. Heute stammen nur noch Teile des Kaufhauses Tietz – worin sich heute die Galeria befindet – aus der Nachkriegszeit.
Der Wiederaufbau der Hohe Straße ab 1948 brachte moderne Zweckbauten hervor. Das Schuhhaus Peter Voossen, erstes nach dem Krieg 1947 eröffnetes Geschäft in Nr. 139, hat bei der ansonsten ständigen Fluktuation von Namen, Firmen und Branchen als eines der wenigen Geschäfte aus der Nachkriegszeit bis heute überlebt, zog aber zur Burgmauer 14 um. Zwischen 1948 und 1980 betrieb der Jazzproduzent Gigi Campi ein Eiscafé unter dem Namen Campi's Eis-Diele, das er – unter anderem durch die Auswahl der dort gespielten Jazzmusik – zum Treffpunkt internationaler Prominenz machen konnte. Es entwickelte sich zum Anlaufpunkt für die Kölner Kulturszene.
Die Weihnachtsbeleuchtung kam erstmals im Dezember 1948 auf. Während einer Protestveranstaltung der Arbeitsgemeinschaft der Hohe Straße am 24. Oktober 1950 äußerte man die Sorge, dass die Hohe Straße ihren internationalen Charakter als Geschäftsstraße zu verlieren drohe und in einen „orientalischen Trödlermarkt“ verwandelt werden könne. 1954 eröffnete in Nr. 68–74/Ecke In der Höhle das Kaufhaus Adolf Frank, worin 1955 das Kaufhaus Merkur (Horten AG) mit seiner 1963 von Egon Eiermann errichteten, markanten und denkmalgeschützten Aluminium-Glas-Rasterfassade einzog. Es blieb bis zur Übernahme durch die Kaufhof Warenhaus AG im Dezember 1994.
Die Hohe Straße wurde 1948 als eine der ersten Geschäftsstraßen in Deutschland für den Autoverkehr gesperrt, zunächst erlaubte man noch lediglich Lieferfahrzeuge zwischen 5 und 10 Uhr morgens; bei der Eröffnung der Fußgängerzone am 29. September 1967 entfiel auch diese Möglichkeit. Die Einweihung als Fußgängerzone fand durch Oberbürgermeister Theo Burauen statt. Otto Piene schuf 1966 die kinetische Plastik Licht und Bewegung am Wormland-Haus in Nr. 124–126. Am 5. Oktober 1974 eröffnete in Nr. 84 das erste McDonald’s-Restaurant in Köln (zeitgleich auch am Barbarossaplatz).

## Struktur und Bedeutung

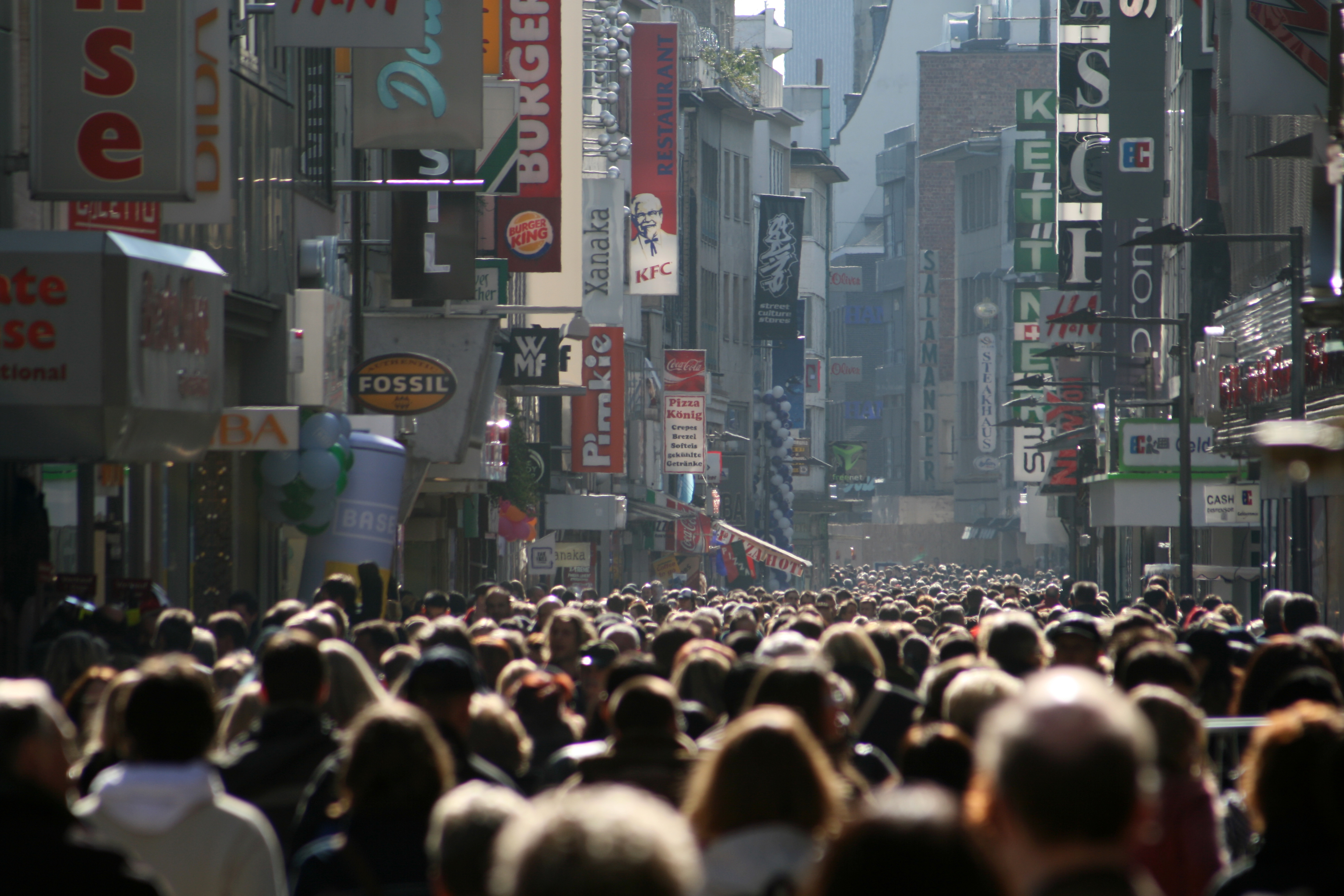
Blick auf den Verlauf der Hohe Straße

Wegen der hohen Mieten haben sich umsatzintensive Geschäfte, häufig auf Franchising-Basis, angesiedelt und Fachgeschäfte weitgehend verdrängt. Neben Warenhäusern und Kaufhäusern unterschiedlichster Größenordnung gibt es auf der Hohe Straße Schuh- und Bekleidungsgeschäfte, Optiker, Parfümerien, Fast-Food-Läden, Sportartikel- und Multimediageschäfte sowie Buchläden und Juweliere. Souvenirläden reihen sich an exklusive Modeboutiquen, die üblichen Bekleidungsfilialisten und „No-Name-Läden“. Daneben gibt es Banken, Hotels und Spielhallen. Wegen der geringen Straßenbreite von lediglich acht Metern und den unablässig in beide Richtungen strömenden Menschen gibt es Außengastronomie nur in den Nebenstraßen.
Viele Neubauten und umfassende Fassadenneugestaltungen haben die architektonische Qualität in den letzten Jahren erheblich verbessert. Der Flächenanteil der Warenhäuser ist mit über 40.000 m² noch größer als in der Schildergasse, denn 47 % der insgesamt verfügbaren 85.000 m² Ladenfläche entfallen auf diese Handelskategorie. Wie die Schildergasse bietet auch die Hohe Straße ein gutes Angebot an Großflächen. Fast 30 % der insgesamt 90 Ladenlokale bieten mehr als 500 m² Verkaufsfläche. Insgesamt sind die Immobilien hier kleinteiliger als auf der Schildergasse.
Die 683 Meter lange Hohe Straße entwickelte sich zu einer der bekanntesten und belebtesten Einkaufsstraßen der Welt. 2023 lag sie auf Platz acht der meistfrequentierten Einkaufsstraßen in Deutschland.